# جون روبنسون (عسكري أمريكي)
جون روبنسون (بالإنجليزية: Lt. Col. John Robinson)‏ هو عسكري أمريكي، ولد في 24 يوليو 1735 في Topsfield, Massachusetts ‏ في الولايات المتحدة، وتوفي في 13 يونيو 1805 في Westford, Massachusetts ‏ في الولايات المتحدة.